# Woburni apátság
A woburni apátság műemléképület az angliai Bedfordshire-ben. 1145-ben épült az apátság épülete, 1538-ban került az épület és a környező terület Bedford grófjait, majd hercegeit adó Russel-családhoz, máig ők birtokolják. A megnevezés ugyan megmaradt, de valójában vidéki kastéllyá (country house) építették át a hercegek.

## Története

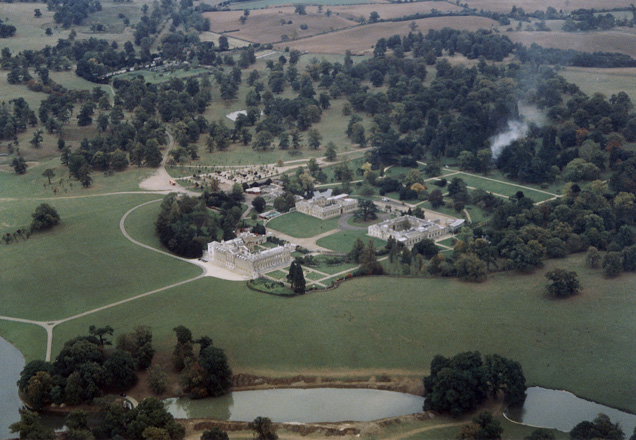
Woburni apátság, körülbelül 600 méteres magasságból fényképezve 1989 késő őszén

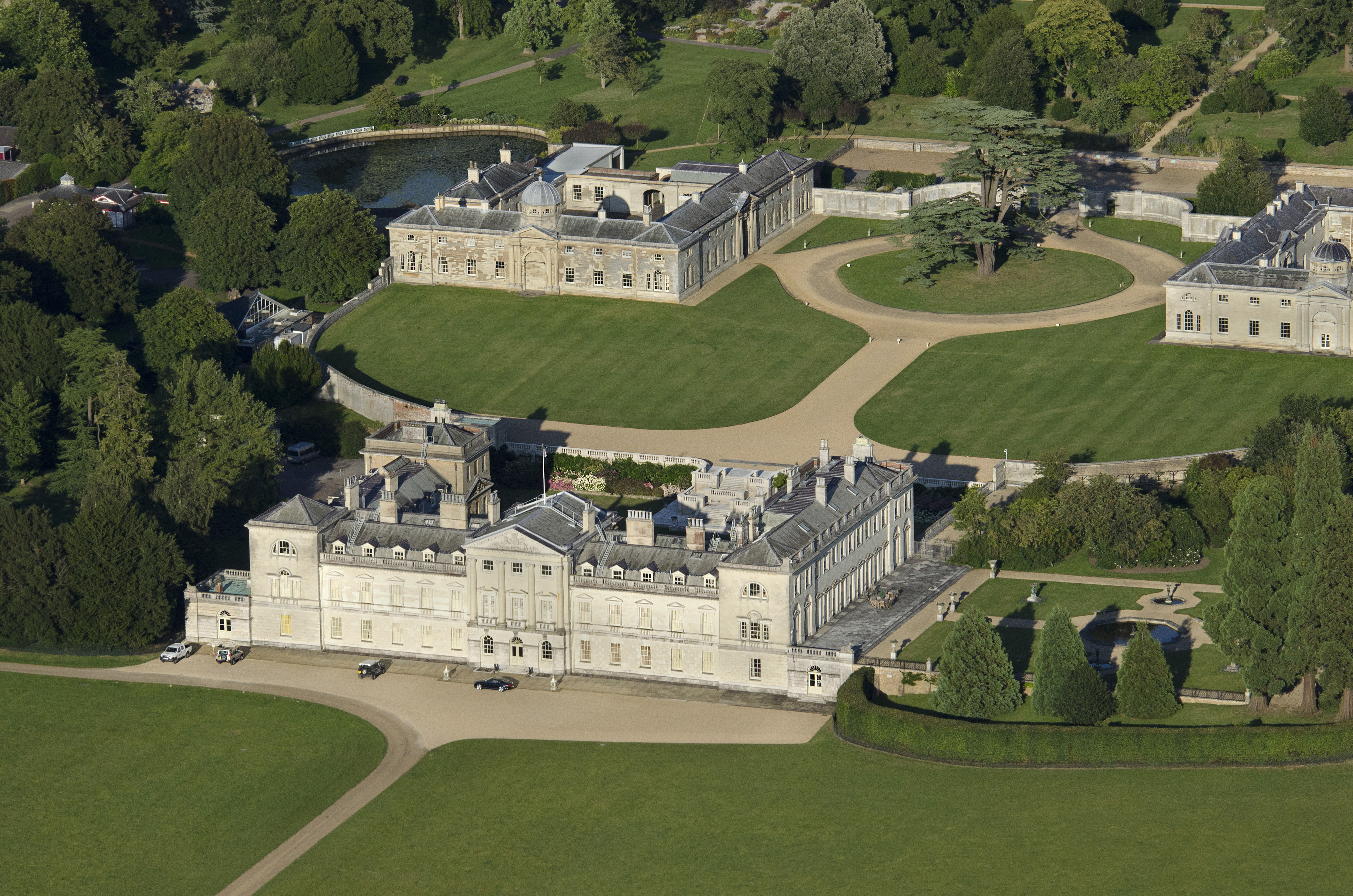
Woburni apátság, 2014. augusztus 19-én

A woburni apátságot 1145-ben alapították a ciszterciek Hugh de Bolbec adományával, a Fountains Abbey-ből érkező szerzetesekkel. A középkorban jelentős birtokkal és befolyással bírt Bedfordshire és Buckinghamshire területén, de 1234-re elszegényedett, és a konventet ideiglenesen feloszlatták. A helyzet 1245 után rendeződött, mikor III. Henrik heti vásárt és évi országos vásárt engedélyezett Woburn városának.
A kolostort 1538-ban VIII. Henrik idején feloszlatták. Az apát, Robert Hobbes, elutasította az anglikán egyházfőséget, titokban másolatokat készített pápai bullákról, ezért felségárulásért kivégezték. A vagyon és az épület a korona tulajdonába került.
A Russell család 1547-ben kapta meg az apátság területét, amikor John Russell lett Bedford első grófja, és ezzel megalapozták a mai woburni apátságot, mint nemesi rezidenciát. A kolostorból semmi nem maradt meg felszíni formában, de az újabb kutatások feltételezik, hogy a jelenlegi épület egyes részei a régi apátság anyagát is tartalmazzák. A kolostor állítólagos kivégzési helyeként egy közeli tölgyfát is számon tartanak.
1786 áprilisában John Adams és Thomas Jefferson felkeresték a woburni apátságot és más nevezetes vidéki kúriákat a környéken. Látogatásuk után Adams ezt írta naplójába: „Stowe, Hagley és Blenheim pompásak; Woburn, Caversham és a Leasowes gyönyörűek. Wotton egyszerre nagyszerű és elegáns, bár elhanyagolt.” Ugyanakkor élesen bírálta azokat az eszközöket, amelyekkel e nagy birtokokat finanszírozták, és úgy vélte, hogy a vidéki házak tulajdonosai által létrehozott tájkép-díszítések nem illenének az amerikai táj robusztusabb természetéhez.
1941-től a woburni apátság volt a titkos Politikai Hadviselés Végrehajtó Bizottságának (PWE) központja, amelynek londoni irodái a BBC Bush Házában voltak.
A második világháború után szárazrothadást fedeztek fel az apátságban, ezért az épület felét le kellett bontani. Amikor a 13. herceg 1953-ban örökölte a birtokot, mai (2025) áron 60 milliárd forintra rúgó örökösödési illetéket kellett befizetnie, miközben az apátság félig lebontott, félig romos állapotban volt. Ahelyett, hogy a családi birtokot átadta volna a National Trustnak, megtartotta a tulajdonjogot, és 1955-ben megnyitotta az apátságot a nagyközönség előtt. A hely hamar népszerű lett, és az első tíz évben 46 milliárd forint összesített turisztikai bevétel hozott, ami jelentősen csökkentette az örökösödési terhet. Később újabb látványosságokat is létesítettek, köztük a Woburn Safari Parkot 1970-ben. Amikor a családi otthon szafariparkká alakítása miatt más arisztokraták gúnyolták, a 13. herceg így válaszolt: „Nem esik jól a főnemesség lenézése, de jobb lenézettnek lenni, mint láthatatlannak.”
A 13. herceg 1975-ben Monte-Carloba költözött. Távollétében fia, Robin, Tavistock márkija feleségével együtt vezette az apátságot. Az 1990-es évek elején a márki és a Tussauds Csoport közreműködésével azt tervezték, hogy az apátságot egy nagy vidámparkká alakítják, ám végül a Tussauds másik helyszínt választott. 1999 és 2002 között a márki és felesége voltak a főszereplői a BBC Two-n futó Country House című dokumentumsorozatnak, amely három évadban összesen 29 epizódban mutatta be a mindennapjaikat és az apátság működtetését. Andrew, a jelenlegi herceg elődjeihez hasonlóan személyesen irányítja a woburni apátság birtokot.

## Az épület
A woburni apátság kúria, a Russell család, Bedford hercegeinek otthona. Az épületet 1630 körül újjáépítette Francis, a negyedik gróf. Ebből kevés maradt fenn, mivel később jelentős átalakítások történtek: 1747–1761 között Henry Flitcroft tervei szerint , majd 1787–1790 között Henry Holland irányításával. Az épület burkolt faragott kőből készült (főként ketton mészkő és totternhoe kő), palatetős manzárdtetőkkel. Az épület eredetileg négyszög alaprajzú volt, de az északi és déli szárny keleti végeit, valamint a teljes keleti szárnyat 1949–50-ben lebontották, ezt követően Albert Richardson kis pavilonokat épített az északi és déli szárnyakhoz.
Az épület kétszintes, tetőtérrel és háromszintes pavilonokkal. Az északi homlokzat szabálytalan, a XVII. századi, háromtengelyes homlokzat jobb kétharmada viszonylag épen megmaradt, földszintjén erősen rusztikázott loggiával, felsőbb szintjein félköríves fülkék között elhelyezett ablakokkal. A teljes homlokzaton különféle nyílásformák és keretezések között elrendezett tolóablakok láthatók, a XVII. századi részen szimmetrikusan.
A nyugati homlokzat – ma a főbejárat – Flitcroft munkája. Szimmetrikus felépítésű, középen timpanonos középrésszel és sarokpavilonokkal. Ablakritmusa: 1:5:3:5:1, mind tolóablak, üvegrácsozással. A sarokpavilonok első emeletén velencei, második emeletén diokléciánusi ablakok. A középső három első emeleti ablak tört timpanonnal, a többi háromszögletű timpanonnal. A földszint rusztikázott, a középrész három árkádjából a középső félig üvegezett kétszárnyú ajtót, a két szélső ablakot tartalmaz. E felett négy kapcsolt, ion oszlopos óriásrendű féloszlop. A timpanonban a Russell-család címere faragott kőből. Az alsó tömbök felett balusztrádos párkány, mögöttük oromzatos tetőablakok. Változatos kéményszerkezetek. A főépülethez mindkét végén egy-egy alacsony, rusztikázott, egyemeletes toldás csatlakozik, ezek félköríves ajtóval és faragott szfinxben végződő balusztrádos párkánnyal rendelkeznek.
A déli homlokzatot valószínűleg Chambers tervezte, de Holland jelentősen átdolgozta. Bár rövidített, Richardson munkája szimmetrikus maradt. A talaj itt magasabb, így a déli oldalon az első emelet van a talajszinten. A főépület és a pavilonok azonos magasságúak, így kétszintes homlokzatot alkotnak. Az ablakok eloszlása: 2:9:2, mind tolóablak, üvegrácsozással. A földszinti ablakok teljes magasságúak, vállas keretezéssel és háromszögletű timpanonnal. A szélső ablakok sekély, félköríves fülkékben ülnek. A homlokzat teljes hosszában kőlapokkal burkolt terasz húzódik.
A belső térben megmaradt néhány XVII. századi elem, különösen az északi szárny barokk grottája, amelyet Isaac de Caux-nak tulajdonítanak, nimfákkal, puttókkal, maszkokkal és kagylóberakásokkal. A többi rész díszítése főként Flitcroft és Holland átalakításainak eredménye. Sok kandallót Rysbrack és Deval készített. A déli szárnyban található Holland háromosztatú könyvtára, az északi szárny egyik szobájában kínai madaras–növényes tapéta és rokokó mennyezet látható.

### Festmények
A woburni apátság festménygyűjteménye az Egyesült Királyság egyik legjelentősebb magángyűjteménye, amelyet a Bedford hercegek több mint négyszáz év alatt állítottak össze. A gyűjtemény körülbelül 250 festményt tartalmaz, köztük olyan mesterek műveit, mint Rembrandt, Van Dyck, Canaletto és Velázquez. A gyűjtemény különösen híres a tizenkét Joshua Reynolds-portréról és tíz Van Dyck-festményről.  A festmények mellett a woburni apátság gyűjteménye magában foglalja a XVII–XVIII. századi angol és francia bútorokat, porcelánokat, ezüsttárgyakat és más műtárgyakat is, amelyek mind hozzájárulnak a gyűjtemény gazdagságához és sokszínűségéhez.
- Egy öregember gazdag jelmezben (talán Boas), Rembrandt, 1643. Egyike a kevés Rembrandt-műveknek brit magángyűjteményben.
- George Gower(wd)[m 2] I. Erzsébet Armada-portréja (1588?) a Woburn. A festmény az egyik leghíresebb ábrázolás I. Erzsébetről, különösen politikai szimbolikája miatt.
- Anne Carr, Bedford ötödik grófjának, majd első hercegének a felesége Anthony van Dyck 1637-ben festett olajképén. A királyi udvar hivatalos portréfestőjétől származó főnemesi ábrázolás.
- Lady Elizabeth Keppel portréja, amint Hümenaiosz hermáját díszíti. Joshua Reynolds festményén Lady Elizabeth Keppel épp egy virágfüzért helyez a hermára, a házasság allegorikus tiszteleteként, mivel a kép a leendő ötödik Bedford herceggel kötött esküvője körül készült.
- David Teniers képe, Lipót főherceg brüsszeli képtárában. A festmény bemutatja, hogyan ábrázolták a XVII. században a műgyűjtést és a galériákat.
- Jan Steen festménye, a Vízkereszti lakoma, a holland aranykor egyik legismertebb zsánerképfestőjének klasszikus darabja.

John Russell, Bedford 4. hercege, jelentős műgyűjtő és mecénás 1731-es velencei látogatása során megbízta Canalettót, hogy készítsen két tucat városképet Velencéről, ez volt a művész legnagyobb egyedi megrendelése. A festményeket eredetileg a londoni Bedford House-ban helyezték el, majd 1800-ban átkerültek a woburni apátság étkezőjébe, ahol ma is megtekinthetők. Canaletto londoni tartózkodása alatt számos festményt készített a Temze partjáról. Ezek a festmények a Royal Collection Trust gyűjteményében találhatók, és a XVIII. századi London városképét örökítik meg. A Bedford hercegének megrendelései és Canaletto londoni munkái jelentős hatással voltak a brit művészetre. A festmények nemcsak esztétikai értéket képviselnek, hanem történelmi dokumentumként is szolgálnak, bemutatva a korabeli London városképét és társadalmi életét.
- Piazza di San Marco, a San Geminiano-templom felé nézve
- Santa Maria Formosa tér
- A Canal Grande keletre nézve a Palazzo Bembotól a Palazzo Vendramin-Calergi-ig
- A Canal Grande bejárata a Punta della Doganánál és a Santa Maria della Salute-nál

## A kert

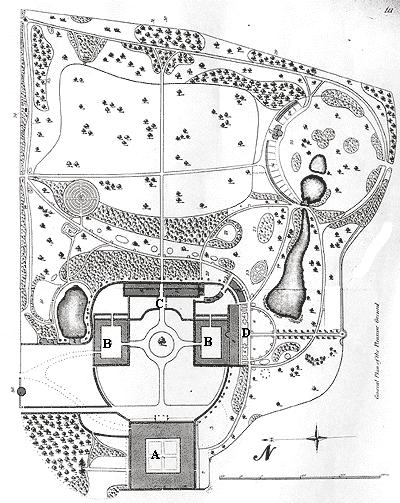
A kastély és kerjének alaprajza a Hortus Gramineus Woburnensis (1816) című könyvből, amely a Woburnban végzett kertészeti kísérletekről szól. Kelet van a lap teteje felé. A: A ház. A felső (keleti) szárny teljes egészét, valamint az északi és déli szárnyak keleti végét lebontották. B: Istálló, kiszolgáló épület. Ezek fennmaradtak, és az egyikben ma a Woburn Antik Központ található. C: A lovarda és az igazi teniszpálya, amelyeket lebontottak. D: A déli kiszolgálótömb jobb oldalán található hosszú téglalap a szoborgaléria, amely fennmaradt. 1816-ban a főbejárat a ház keleti oldalán volt, és egy grandiózus boltíven keresztül lehetett megközelíteni a lovarda és az igazi teniszpálya között. A bontás után a nyugati homlokzat közepén található Nyugati Csarnok ismét a főbejárattá vált.

A woburni apátság parkja és kertjei Anglia egyik legjelentősebb történelmi tájépítészeti együttesei közé tartoznak, több korszak átfogó fejlesztéseit őrzik. A kolostor 1145-ös alapítását követően az ingatlant 1547-ben adományozták John Russellnek. A család 1550 körül alakította ki az első zárt kerteket és parkot, amelyeket a XVIII. században George London és Charles Bridgeman formalizáltak. A XIX. század elején Humphry Repton, az egyik leghíresebb angol tájépítész, kapott megbízást a park teljes átalakítására. Repton elkészítette a híres „Red Book” tervezetét, amely a woburni apátság parkjának és kertjeinek legteljesebb tájrendezési tervét tartalmazza.
A park legfontosabb elemei közé tartozik a nyugati tengelyen kialakított nagy látványtengely, amely a Basin Pond (mesterséges kerti tó) dísztóval kezdődik, ezt William Chambers háromnyílású kőhídja (Basin Bridge) választja el a New Pondtól (új dísztó). A tó közepén egy sziget található, amelyen egy kínai gótikus templom áll. A kastély három oldalról veszi körbe a belső udvart, amely kelet felé nyitott, nyugati homlokzata a parkra tekint.
A díszkertek és mulatókertek nagyjából hat hektárt foglalnak el, részben informális elrendezésűek, nagy pázsitokkal, fás ligetekkel és kerti építményekkel. Ezek közé tartozik a kínai tejház (Chinese Dairy), a sziklakert, a cédrussor, a Camellia House, egy kínai pavilonnal ellátott kör alakú sövénylabirintus, és a déli homlokzat előtt húzódó formális, négyzetes kert. A kertet délen és keleten „ha-ha” árok, északon kovácsoltvas kerítés zárja le.
A parkban ma is szarvascsordák élnek, legelők, fás ligetek és tavak tagolják. A déli részt egy tavakkal teli vízrendszer szeli át, amelyet Repton részben természetesítve kapcsolt össze. A park északi részén 1970 óta szafari park működik, de már a XVIII. századtól tartottak itt egzotikus állatokat.
A park kialakításának különlegessége, hogy több korszak emlékeit egyesíti: a formális XVIII. századi kerteket, a Repton-féle természetesítést, a viktoriánus egzotikus növénygyűjteményeket és a XX. századi látogatói létesítményeket. Mindezek együtt a woburni apátság kertjeit a történelmi angol tájkertészet egyik legreprezentatívabb példájává teszik.

## Fordítás
- Ez a szócikk részben vagy egészben  a   Woburn Abbey című angol Wikipédia-szócikk ezen változatának fordításán alapul.  Az eredeti cikk szerkesztőit annak laptörténete sorolja fel. Ez a jelzés csupán a megfogalmazás eredetét és a szerzői jogokat jelzi, nem szolgál a cikkben szereplő információk forrásmegjelöléseként.